# Vödör
Vödör, auch Veder, war ein ungarisches Volumenmaß für Flüssigkeiten. Es war einer der vielen ungarischen Eimern. Das Maß war regional auf das Komitat Eisenburg beschränkt. Das Maß war um zwei Halbe größer als der kleine Eimer Kis Cseber.
- 1 Vödör = 52 Halbe/Icze = 2184,975 Pariser Kubikzoll = 43,3459 Liter[2] auch 2229,406 Pariser Kubikzoll = 44,2233 Liter[3] (errechnet aus dem 100-Halbe-Wert)

Die Halbe wurde mit zwei Seitel/Meszely zu je zwei Rimpel/Pfiff/Viertel/Fel-Meszely gerechnet.